# شبگرد خال‌چشمی
شبگرد خال‌چشمی(نام علمی: Nyctiphrynus ocellatus) نام یک گونه از راسته جغد است.